# نجم نيوتروني برم-تصاعدي
نجم نيوتروني برم-تصاعدي (بالإنجليزية: Neutron star spin-up)‏ هو اسم يطلق على تزايد سرعة دوران النجوم النيوترونية مع مرور الوقت. لوحظت هذة الحركة التصاعدية لأول مرة في نباض الأشعة السينية النجم إكس-3 قنطورس ونجم إكس-1 الجاثي وفي غيرها من نبضات الأشعة السينية.
التغيير في فترة دوران النجم النيوتروني يعتقد انة يأتي من المنطقة الانتقالية بين الغلاف المغناطيسي وتدفق البلازما من النجم الرفيق. وذلك منذ اكتشاف نبضات الميلي ثانية التي يعتقد أنها نجوم نيوترونية تكونت عن طريق تراكم المادة في أنظمة النجوم الثنائية المتقاربة.
الغلاف المغناطيسي هو المنطقة المحيطة بالنجم النيوتروني، التي يقوم فيها المجال المغناطيسي بالتحكم بحركة البلازما. وكمية الحركة الزاوية الناشئة من قرص التراكم سوف تنتقل عن طريق المجال المغناطيسي إلى النجم النيوتروني، مما يؤدي إلى تسارع دوران النجم النيوتروني.